# Critérium Montseny-Guilleries
El Critérium Montseny-Guilleries fue una prueba de rally que se disputó en las provincias de Barcelona y Gerona (España) desde 1971 hasta 1984, organizada por el RACC. El término critérium se refiere al formato usado, diferente al de un rally convencional, que se disputa con un itinerario en bucle. Fue puntuable para el Campeonato de Cataluña y para el Campeonato de España de Rally en todas sus ediciones. En 1985 se fusionó con el Rally de Girona y no volvió a celebrarse bajo este nombre, si bien, el RACC realizó dos ediciones más bajo el nombre de Critérium Aguas de Viladrau y puntuable para la Copa de España. El piloto con más victorias fue Antonio Zanini con seis (1975, 1976, 1978, 1980, 1982 y 1984).

## Historia
La prueba nació como Critérium Guilleries en 1971, organizada por el Real Automóvil Club de Cataluña (RACC), y ya en su primera edición fue puntuable para el Campeonato de España de Rallyes, entonces denominado Campeonato de España de Conductores de Rallyes, siendo la cuarta prueba del calendario. Se disputó del 13 al 14 de marzo, con un recorrido de 585,6 km de los cuales 174,6 eran cronometrados, repartidos en doce tramos. Participaron en la prueba cuarenta y nueve pilotos y los vencedores fueron Jorge Pla-Luis Jackson, a bordo de un Renault Alpine 1600 de Grupo 3. En su segundo año, siempre con epicentro en la localidad de Viladrau, se disputó con un itinerario de 454 km, de los cuales 206 km eran cronometrados. Participaron sesenta y dos equipos entre los que se encontraba Salvador Cañellas con un SEAT 1430 líder provisional del Campeonato de España tras vencer en el Rally Vasco Navarro. El ganador fue Salvador Servià, alternándose al volante de un Seat 1430 con Agustí Boix. En su tercera edición, ya con el nombre de Montseny-Guilleries, la prueba fue la cuarta ronda del campeonato nacional con coeficiente 5 y un recorrido de 506 km y trece tramos cronometrados. Participaron 75 equipos y el ganador fue el equipo andorrano Joan Aleix-Lluís Marginet, con un Porsche 911 S de grupo 5. El podio lo completaría otro Porsche, el de Tito Serra y Jorge "Chi", y el SEAT 124-1600 de Salvador Cañellas y Daniel Ferrater.
Al año siguiente se llevó la victoria el primer piloto extranjero: el vasco-francés Marc Etchebers, de nuevo con otro Porsche 911 Carrera de grupo 5. En 1975 seguía manteniendo la puntuabilidad y las fecha de celebración, así como el recorrido, esta de vez de 550 km con doce tramos cronometrados. Antonio Zanini se adjudicó la victoria en 1975, la primera de las seis que lograría, con un SEAT 1430-1800. Segundo fue el andorrano Antoni Puigdellivol con un Alpine Renault 1800 y tercero Salvador Servià con otro SEAT 1430-1600. En la sexta edición, 1976, con noventa y seis equipos inscritos, Zanini repitió victoria de nuevo con el SEAT 1430-1800, esta vez copilotado por Juan José Petisco. Segundo fue Jorge de Bagration con el Lancia Stratos y tercero José María Fernández con un Porsche 911 Carrera. En 1977 la prueba contó con un coeficiente de 3,5 y un recorrido menor: 422 km, aunque aumentó su participación con 128 inscritos, 110 de los cuales salieron a la carrera. Venció Jorge de Bagratión a los mandos del Lancia Stratos. Al año siguiente venció de nuevo Zanini, con un Fiat 131 Abarth, en una edición marcada por la lucha con Beny Fernández hasta que este abandonó por salida de pista y permitió su rival asegurarse la victoria.
Al año siguiente, 1979, Bagratión sumó su segunda victoria personal en la prueba. Su principal rival fue Beny Fernández (Fiat) que sufrió un pinchazo y solo pudo ser tercero. En la segunda plaza del podio finalizó Claudio Caba, con un Porsche Carrera RS. en esa edición se disputó un tramo de tierra en los terrenos donde debía haberse construido el Circuito de Cataluña, en Vilobí d'Onyar. En 1980, Antonio Zanini fue el ganador con un Porsche 911 SC en una edición donde los principales favoritos abandonaron, la mayoría por salida de pista en una curva donde unos espectadores lanzaron tierra a la carretera. Bagration y Pío Alonso fueron los pilotos que abandonaron en dicha curva, mientras que Zanini fue de los primeros en perder el control de su coche en dicho tramo pero luego pudo seguir la carrera. Beny Fernández abandonó por salida de pista y Marc Etchebers fue excluido, lo que permitió a Zanini con su Porsche completar la carrera sin sus principales rivales.
La edición de 1981 vio la victoria de Salvador Serviá pero esta vez cien por cien como piloto, ya que su triunfo de 1972 lo consiguió compartiendo el volante con Agustí Boix. Segundo fue Eduardo Balcázar (Porsche) y tercero Juan Ignacio Canela, con un Ford Fiesta 1600 como el del ganador Serviá. En 1982, Zanini repitió triunfo, esta vez con un Talbot Lotus, seguido de una máquina similar pilotada por Joan Bayó.
Los dos últimos años de vida de la carrera se registró una gran participación, 96 coches en 1983 y 99 en 1984. El primero de esos años ganó Jaume Pons y su Renault 5 Turbo y el segundo de nuevo, y por sexta vez, Antonio Zanini, al volante de un espectacular Ferrari 308. Isidro Oliveras y Beny Fernández, ambos con Porsche 911, fueron los segundos respectivamente en ambas ediciones. 
A finales de 1984 la prueba estaba programada para el mes de abril de 1985 pero el RACC decidió fusionarlo con el Rally de Gerona para mantener esta prueba en el campeonato nacional ya que había sido excluido del calendario. Concluía así la vida de uno de los rallyes catalanes que más marcaron la trayectoria de diversas generaciones de pilotos y también de aficionados, siempre con Viladrau como núcleo de una carrera que es recordada como una de las más populares y esperadas en su época.

## Palmarés
| Año  | Edición                            | Piloto                 | Copiloto                  | Automóvil                | Series |
| ---- | ---------------------------------- | ---------------------- | ------------------------- | ------------------------ | ------ |
| 1971 | 1.º Critérium Guilleries           | Jorge Pla              | Luis Jackson              | Alpine Renault A110-1600 | España |
| 1972 | 2.º Critérium Guilleries           | Agustí Boix            | Salvador Servià           | SEAT 1430                | España |
| 1973 | 3.º Critérium Montseny-Guilleries  | Joan Aleix             | Lluís Marginet            | Porsche 911 S            | España |
| 1974 | 4.º Critérium Montseny-Guilleries  | Marc Etchebers         | Marie-Christine Etchebers | Porsche 911 Carrera 3.0  | España |
| 1975 | 5.º Critérium Montseny-Guilleries  | Antonio Zanini         | Eduardo Martínez-Adam     | SEAT 1430-1800           | España |
| 1976 | 6.º Critérium Montseny-Guilleries  | Antonio Zanini         | Juan José Petisco         | SEAT 1430-1800           | España |
| 1977 | 7.º Critérium Montseny-Guilleries  | Jorge de Bagration     | Manuel de Barbeito        | Lancia Stratos HF        | España |
| 1978 | 8.º Critérium Montseny-Guilleries  | Antonio Zanini         | Juan José Petisco         | Fiat 131 Abarth          | España |
| 1979 | 9.º Critérium Montseny-Guilleries  | Jorge de Bagration     | Núria Llopis              | Lancia Stratos HF        | España |
| 1980 | 10.º Critérium Montseny-Guilleries | Antonio Zanini         | Jordi Sabater             | Porsche 911 SC           | España |
| 1981 | 11.º Critérium Montseny-Guilleries | Salvador Servià        | Alex Brustenga            | Ford Fiesta 1600         | España |
| 1982 | 12.º Critérium Montseny-Guilleries | Antonio Zanini         | Víctor Sabater            | Talbot Sunbeam Lotus     | España |
| 1983 | 13.º Critérium Montseny-Guilleries | Jaume Pons             | Josep Autet               | Renault 5 Turbo          | España |
| 1984 | 14.º Critérium Montseny-Guilleries | Antonio Zanini         | Josep Autet               | Ferrari 308 GTB          | España |
| 1985 | 15.º Critérium Aguas de Viladrau   | Carlos Alonso-Lamberti | Bandera de ?              | Opel Manta 400           | Copa   |
| 1986 | 16.º Critérium Aguas de Viladrau   | Josep Frigola          | Carles Bou                | Renault 11 Turbo         | Copa   |